# Arthur Aron
Arthur Aron (nascido em 2 de julho de 1945) é professor de psicologia na Universidade Estadual de Nova York em Stony Brook. Ele é mais conhecido por seu trabalho sobre intimidade nos relacionamentos interpessoais e desenvolvimento do modelo de autoexpansão da motivação em relacionamentos íntimos.

## Infância e educação
Arthur Aron recebeu um diploma de bacharel em psicologia e filosofia em 1967 e um mestrado em psicologia social em 1968, ambos pela Universidade da Califórnia em Berkeley. Ele obteve um PhD em psicologia social pela Universidade de Toronto em 1970.

## Carreira
O trabalho de Aron concentra-se no papel, criação e manutenção de amizade e intimidade nos relacionamentos interpessoais. Ele desenvolveu o modelo de autoexpansão de relacionamentos íntimos; ele postula que uma das motivações que os seres humanos têm para formar relacionamentos íntimos é a autoexpansão, isto é, "expansão do eu ", ou crescimento e desenvolvimento pessoal.

## Vida pessoal
Aron é casado com a psicóloga Elaine Aron.